# Río Loa
El río Loa es un curso de agua intermitente del norte de Chile, entre la Región de Tarapacá y la Región de Antofagasta comuna de Tocopilla. Con una longitud de 440 km, es el río más largo de Chile, atravesando gran parte del desierto de Atacama desde su origen en la cordillera de los Andes hasta llegar al océano Pacífico.
El Loa forma una cuenca hidrográfica que supera los 33 570 km², siendo la mayor de todo el país y la única exorreica de toda la Región de Antofagasta. A pesar de su gran superficie, el Loa tiene un bajo caudal debido a las características desérticas de la zona, lo que no impide que forme importantes oasis a lo largo de su recorrido.

## Trayecto
El Loa se origina cerca de Ollagüe, a los pies del volcán Miño (vertientes de Pacopaco: 614 ) a más de 4000 m s. n. m. en la cordillera de los Andes, y recorre un cañón por más de 150  km en su recorrido hacia el sur hasta llegar al oasis de Chiuchiu. En este tramo inicial, el Loa recibe al río Blanco y más al sur recibe las aguas del río Chela y luego a sus principales emisarios: el San Pedro de Inacaliri a la altura del embalse Conchi y el río Salado, algunos kilómetros al sur de Chiuchiu. La hoya superior del Loa está flanqueada a ambos lados por dos cadenas montañosas longitudinales; el flanco occidental, llamada la Sierra del Medio, alcanza cimas que superan los 4500  m y que alberga los mayores depósitos de cobre del mundo, mientras el oriental (donde destacan cimas como el volcán de San Pedro y el San Pablo, todas superiores a los 5.000 metros de altitud) separa el curso principal de las cuencas endorreicas de los salares, como el de Ascotán.
Al llegar a Chiuchiu, el Loa comienza a doblar hacia el oeste y recorre 115 km internándose en el desierto de Atacama hasta llegar a la localidad de Chacance donde se junta con el río San Salvador (56 km) y donde nuevamente gira, esta vez hacia el norte por más de 80 km hasta llegar a Quillagua. Algunos estudios geológicos postulan la existencia de un gran lago de poca profundidad en el pasado, el cual habría formado parte de una serie de lagos de estas características en las zonas altiplánicas y de la Depresión intermedia de la Región de Antofagasta.
En el oasis de Quillagua, el Loa da su último giro hacia el oeste marcando el límite entre la Región de Tarapacá y la Región de Antofagasta, y tras internarse en la cordillera de la Costa a través de un profundo cañón de 500 m s. n. m., desemboca en Caleta HuelénTocopilla con una alta concentración de sales que ha arrastrado en todo su largo recorrido por las llanuras desérticas.

## Caudal y régimen
El régimen del río es pluvial, acentuando su caudal durante los meses del verano producto de las precipitaciones en la zona altiplánica (fenómeno conocido como invierno altiplánico).

Curvas de variación estacional
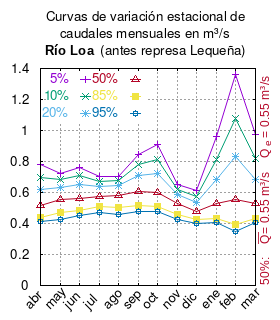
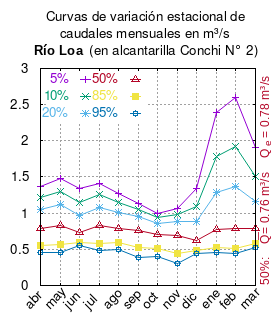
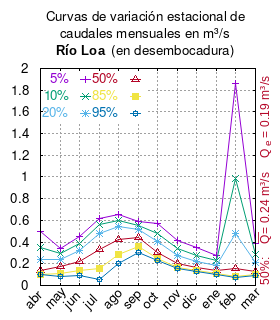
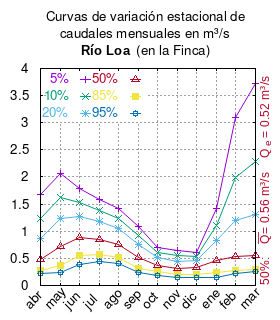
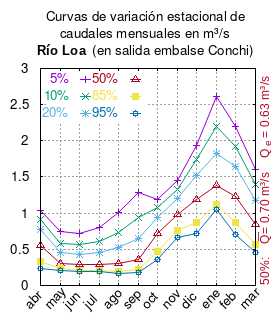
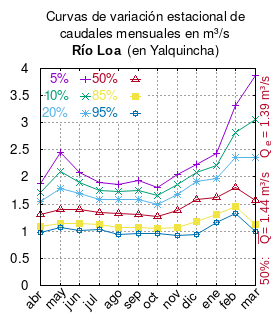

El caudal del río (en un lugar fijo) varía en el tiempo, por lo que existen varias formas de representarlo. Una de ellas son las curvas de variación estacional que, tras largos periodos de mediciones, predicen estadísticamente el caudal mínimo que lleva el río con una probabilidad dada, llamada probabilidad de excedencia. La curva de color rojo ocre (con {\displaystyle {\color {Red}\vartriangle }}) muestra los caudales mensuales con probabilidad de excedencia de un 50%. Esto quiere decir que ese mes se han medido igual cantidad de caudales mayores que caudales menores a esa cantidad. Eso es la mediana (estadística), que se denota Qe, de la serie de caudales de ese mes. La media (estadística) es el promedio matemático de los caudales de ese mes y se denota {\displaystyle {\overline {Q}}}. 
Una vez calculados para cada mes, ambos valores son calculados para todo el año y pueden ser leídos en la columna vertical al lado derecho del diagrama. El significado de la probabilidad de excedencia del 5 % es que, estadísticamente, el caudal es mayor solo una vez cada 20 años, el de 10 % una vez cada 10 años, el de 20% una vez cada 5 años, el de 85% quince veces cada 16 años y la de 95% diecisiete veces cada 18 años. Dicho de otra forma, el 5 % es el caudal de años extremadamente lluviosos, el 95 % es el caudal de años extremadamente secos. De la estación de las crecidas puede deducirse si el caudal depende de las lluvias (mayo-julio) o del derretimiento de las nieves (septiembre-enero).

## Historia
Los primeros indicios de población humana de la zona del alto Loa datan de 500 a 900 D.C. y durante la dominación del Imperio Inca "el valle se convierte en una vital ruta de tráfico regional e interregional: huellas troperas, paraderos de caravanas, estancias vinculadas al tráfico, mesas rituales de viaje (muros y cajas), arte rupestre caravanero y ofrendas de cuentas de conchas del Pacífico, trocitos de turquesa y mineral de cobre están entre las mejores evidencias de este tipo de circulación.": 165  Posteriormente, durante la época hispánica, se continuó la explotación del cobre.

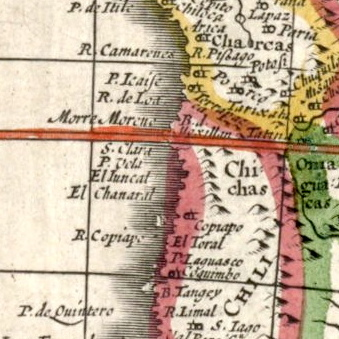
Límite de Chile y Perú en el río Loa, en un mapa del año 1662.

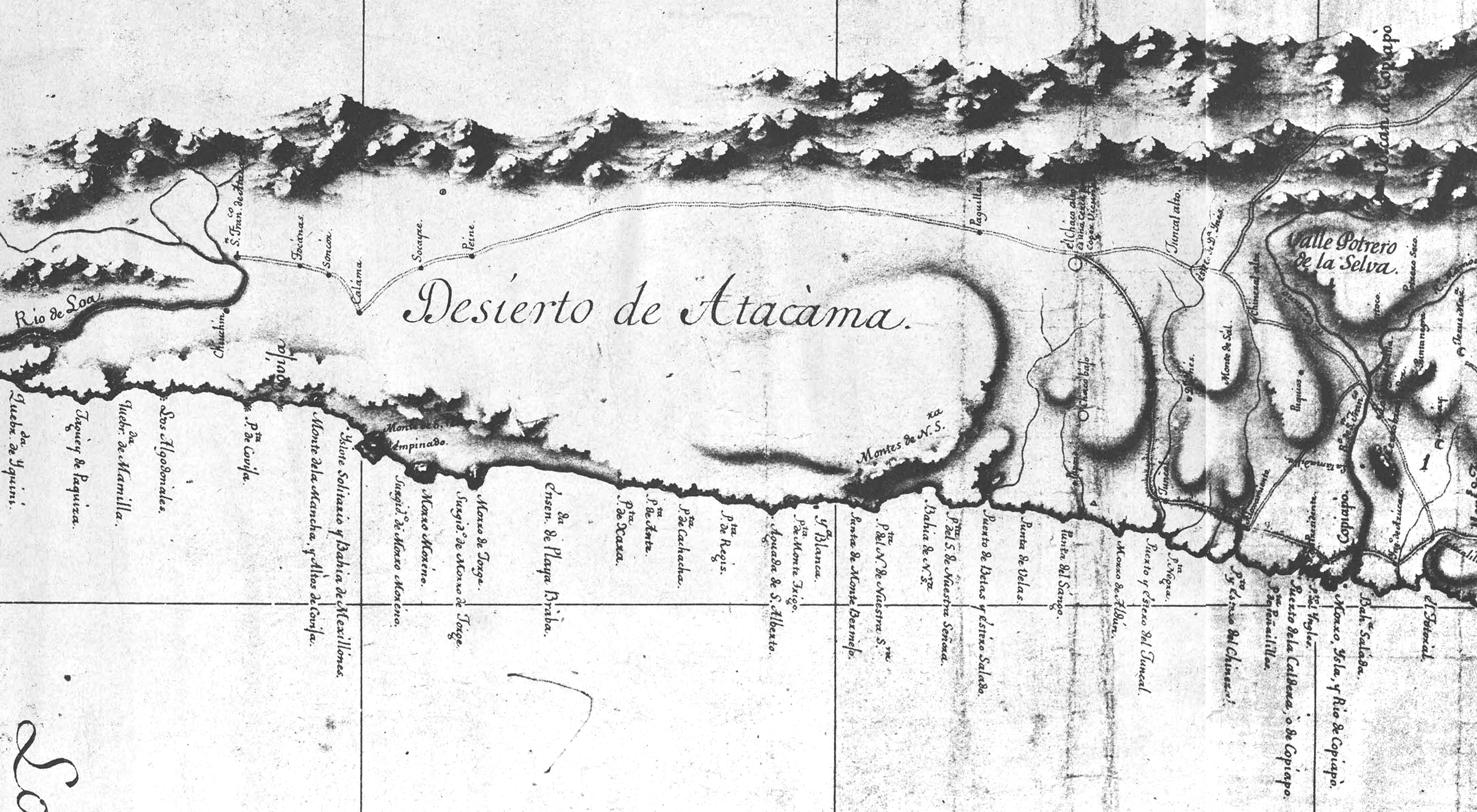
Mapa de Andrés Baleato, de 1793 mostrando el límite entre Chile y Perú en el río Loa.

Durante la época hispánica el río Loa fue el límite entre Chile y Perú.
Hipólito Unanue publica sobre el Perú en 1793 lo siguiente: 

La ensenada de Túmbez lo separa por el norte del Nuevo Reino de Granada y el río Loa por el sur del desierto de Atacama y reino de Chile
Guía política, eclesiástica y militar del virreinato del Perú de 1793

En la memoria del Francisco Gil de Taboada que le dio a su sucesor Ambrosio O'Higgins en 1795 se describe el límite entre el Perú y Chile el río Loa.
El río Loa fue el límite entre Bolivia y Perú durante los primeros años republicanos con la ocupación boliviana de Cobija (aunque nunca fue oficialmente trazado) y el posterior tratado de límites entre Bolivia y Chile de 1866 en donde Chile cedió sus derechos sobre el río a Bolivia hasta la guerra del Pacífico. A sus orillas ocurrieron el combate de Calama y el combate de Quillagua. 
Francisco Solano Asta-Buruaga y Cienfuegos escribió en 1899 en su Diccionario Geográfico de la República de Chile sobre el río:
Loa.-—Río del extremo norte de la provincia de Antofagasta. Tiene su principal cabecera por los 21° 12' Lat. y 68° 34' Lon. en que se levanta el volcán Miño, y corre hacia el SO. hasta Calama, después por largo espacio al O. hasta Miscanti, y de aquí prosigue con un extenso rodeo, dirigiéndose hacia el NO. á desembocar en el Pacífico bajo los 21° 28' Lat. y 70° 05' Lon., al cabo de no menos de 400 kilómetros de curso. Sólo en el primer tercio superior de su curso recibe cortas corrientes de agua, que aumentan su escaso caudal, siendo las principales el riachuelo de Silaguala, llamado luego río de San Pedro, del Loa, y el Río Salado. Este último le participa su cualidad salobreña, que desde su confluencia toman sus aguas y que las hace casi inadecuadas para la bebida y aún para la agricultura hasta su término inferior. Sus riberas son por lo general poco altas y poco abiertas. A lo largo de ellas, bajándolo, se encuentran los caseríos de Lequena, Santa Bárbara, Conche, Chiuchíu, Calama, Guacote, Miscanti, Chacansi, Toco, Quillagua, Calate, &c.
Luis Risopatrón lo describe en su Diccionario Jeográfico de Chile (1924):
Loa (Río). Recibe las vertientes que se apartan hácia el S de la serranía del volcán Miño i del cerro de Aucanquilcha, aunque deja una hoyada seca, tributaria del río, hácia el lado N; corre al S con buena agua, en angosto canal, entre barrancos cortados a pique, que muchas veces sobrepasan los 100 m de altura i que no dejan a sus pies sino unos pocos metros de terreno aluvial, donde crece la paja i el coirón. Presenta 4 vados entre Miño i Santa Bárbara i tiene 20 m de ancho i 0,5 de profundidad aguas arriba del pueblo de Chiuchiu, al S de él recibe del E el río Salado, que hace poco menos que intomables las aguas del Loa, aunque son bebidas por la gente menesterosa de Calama, donde son captadas i aprovechadas para ciertos cultivos. En su curso hacia el NW recibe del E, en Chacance, el río de San Salvador, igualmente de aguas salobres, se encorva en seguida al N, enfrenta la rejión de El Toco,donde sus aguas son tomadas para generar fuerza eléctrica i vuelve nuavamente al NW, para pasar por los cultivos de Quillagua. En Calate se dirije al W, completamente encajonano entre paredes de 500 a 550 m de altura i tiene 4 a 5 metros de ancho i 30 a 40 cm de profundidad cerca de la costa del mar; el agua desaparece unos 400 m ántes, en un lugar en que se juntan gran cantidad de roncos de tamarugos i algarrobos, que se depositan en las avenidas, las que son raras i producidas por las lluvias del verano. En el valle se encuentran calizas terciarias i basalto en las serranías del occidente de la parte alta, su largo alcanza a 440 kilómetros, su hoya hidrográfica a 33910 km² de superficie, su boca constituye el punto más oriental de la costa W de la América del Sur i es el único río que acerca sus aguas al mar entre los paralelos 19 y 27°. Se ha medido 1576 litros de agua por segundo en Santa Bárbara, 734 unpoco más arriba de la confluencia con el río de San Pedro, 2424 litros aguas arriba del puente de El Añil, 3257 litros a 13 al N de Chiuchiu, 5763 después de la afluencia del Salado, 7634 litros a 3,5 km al N del puente del ferrocarril en Calama, 1745 litros en Chacance, 2759 después de la afluencia del río de San Salvador, 4152 litros en La Cruz, 2200 litros en Quillagua i 2000 litros cerca del mar.
El 26 de enero de 2019 el río se desbordó inundando la ciudad de Calama con las violetas crecidas aumentando su caudal por productos del Invierno altiplánico de 2019.

## Población, ecología y economía
El río Loa tiene gran importancia en el desarrollo de la vida humana en la zona interior de la Región de Antofagasta, permitiendo la formación de oasis donde se han formado comunidades habitadas desde tiempos prehispánicos (principalmente, tribus atacameñas). Calama es la principal ciudad con una población superior a los 140 000 habitantes, dedicados principalmente al rubro minero. El río Loa permite así, abastecer de agua a las localidades de la zona y a las minas ubicadas en la zona, entre las que destaca Chuquicamata, la mina más grande de cobre a tajo abierto en el mundo, y el cultivo de diversas hortalizas para el consumo local.